# Święta Góra (Góry Krucze)
Święta Góra (701 m n.p.m.) – wzniesienie w południowo-zachodniej Polsce, w Sudetach Środkowych, w Górach Kamiennych, w Górach Kruczych.

## Położenie
Wzniesienie położone jest w środkowo-zachodniej części Gór Kruczych, na wschód od centrum miejscowości Lubawka.

## Fizjografia
Wzniesienie o podkreślonym kopulastym kształcie wyraźnie góruje nad Lubawką. Wznosi się w niewielkiej odległości na północny zachód od wzniesienia Sołtysia, jako najwyższa kulminacja w północnej części Gór Kruczych. Wzniesienie zwieńcza krótkie ramie, odchodzące od głównego grzbietu w kierunku południowo-zachodnim, od którego oddzielone jest Przełęczą Pośródka. Wzniesienie ma kształt kopuły o stromo opadających zboczach i mniej stromym i wydłużonym wschodnim zboczu, które opada w stronę Przełęczy Pośródka. Położenie góry na południowo-zachodnim skraju części północnej Gór Kruczych, po wschodniej stronie Lubawki oraz kształt i wyraźna część szczytowa z masztem nadajnika czynią górę rozpoznawalną w terenie.
Góra zbudowana z odpornych, dolnopermskich skał wulkanicznych, głównie z trachybazaltów i trachyandezytów, oraz skał kwaśnych, ryolitów i brekcji ryolitowwych, w otoczeniu skał osadowych czerwonego spągowca. Wszystkie te utwory należą do zachodniego skrzydła niecki śródsudeckiej.
Cały szczyt i zbocza porasta rozległy las świerkowy regla dolnego, z domieszką innych gatunków drzew liściastych.

## Turystyka
Całą górę oplata gęsta sieć dróg i ścieżek, z których część związana jest z kultowym charakterem terenu. Jedna ze stromych ścieżek pątniczych prowadzi z Lubawki na szczyt północno-zachodnim zboczem. Przy ścieżce znajduje się wiele zdewastowanych figur i kapliczek z XVII i XIX wieku. Największa kaplica znajduje się pod szczytem góry.
Podnóżem szczytu prowadzą szlaki turystyczne: pieszy, rowerowy i narciarski:
 zielony – wschodnim podnóżem przechodzi fragment szlaku z Lubawki do Krzeszowa prowadzący przez środkową część Gór Kruczych
 czerwony – rowerowy prowadzący przez środkową część Gór Kruczych, który zaczyna się w Lubawce
 zielony – szlak narciarski prowadzi po leśnych drogach, trawersujących zbocza Świętej Góry. Początek i koniec przy dolnej stacji wyciągu orczykowego
- Na północno-wschodnim zboczu Świętej Góry znajduje się wyciąg narciarski o długości 650 m oraz trzy narciarskie trasy zjazdowe o długości: 650,1560 i 810 m.